# Borgue (Dumfries and Galloway)
Borgue est un village situé dans le Dumfries and Galloway, en Écosse.